# Paradrymadusa picta
Paradrymadusa picta är en insektsart som beskrevs av Boris Petrovich Uvarov 1929. Paradrymadusa picta ingår i släktet Paradrymadusa och familjen vårtbitare. Inga underarter finns listade i Catalogue of Life.